# Biastes popovi
Biastes popovi (лат.) — вид пчёл-кукушек из рода Biastes семейства Apidae. Эндемик Дальнего Востока (Амурская область, Еврейская АО).

## Описание
Длина тела около 7 мм. Клептопаразиты пчёл, предположительно рода Dufourea, в гнёзда которых откладывают свои яйца. Как и другие пчёлы-кукушки не обладают приспособлениями для опыления и сбора пыльцы (нет корзиночек на ногах, модифицированных волосков на теле и т. д.). Голова, грудь и брюшко чёрные, ноги — буровато-чёрные. Тело слабоопушенное. Жвалы зазубренные. Переднее крыло с 2 радиомедиальными ячейками. Усики короткие, у самцов 12-члениковые, длина жгутика (флагеллума) — 1,5 мм. Длина головы 1,7 мм (ширина — 1,8 мм). Расстояние между местами прикрепления усиков 0,44 мм. Длина клипеуса 0,8 мм (ширина — 1,2 мм). Парапсидальные бороздки развитые. Длина переднего крыла 4,8 мм (заднего — 3,5 мм).

## Этимология
Вид был впервые описан в 2004 году российскими гименоптерологами М. Ю. Прошалыкиным и А. С. Лелеем (Биолого-почвенный институт ДВО РАН) и назван в честь крупного советского знатока пчёл Владимира Вениаминовича Попова (1902—1960), члена-корреспондента АН СССР.